# Карлос Хулио Ринзон Гарзон
Карлос Хулио Ринзон Гарзон (род. 24 декабря 1910) - неверифицированный колумбийский супердолгожитель. Предположительно является старейшим живущим мужчиной в мире после смерти Хуана Висенте Переса Моры. Его возраст составляет 114 лет 239 дней.